# Hrîșkî, Derajnea
Hrîșkî (în ucraineană Гришки) este localitatea de reședință a comunei Hrîșkî din raionul Derajnea, regiunea Hmelnîțkîi, Ucraina.

## Demografie
Componența lingvistică a localității Hrîșkî
     Ucraineană (98,61%)
     Rusă (1,39%)
Conform recensământului din 2001, majoritatea populației localității Hrîșkî era vorbitoare de ucraineană (98,61%), existând în minoritate și vorbitori de rusă (1,39%).